# 大鷲町
大鷲町（おおわしちょう）は、群馬県太田市にある地名（町丁）。郵便番号は373-0075。

## 概要
強戸地区にある町丁。

## 地理
北関東自動車道が通っており、太田強戸パーキングエリアの一部が町内にある。

### 近隣町丁
- 北金井町
- 成塚町
- 上強戸町
- 吉沢町

## 世帯数と人口
2022年（令和4年）3月31日現在の世帯数と人口は以下の通りである。
| 町丁   | 世帯数 | 人口  |
| ------ | ------ | ----- |
| 大鷲町 | 72世帯 | 194人 |

## 交通

### 鉄道
町内に鉄道は通っていない。

### 道路
- 北関東自動車道